# Дегтярьовка (Гур'євський округ)
Дегтярьо́вка (рос. Дегтярёвка) — присілок у складі Гур'євського округу Кемеровської області, Росія.

## Населення
Населення — 44 особи (2010; 63 у 2002).
Національний склад (станом на 2002 рік):
- росіяни — 70 %